# Свети Георги (Йеракару)
Вижте пояснителната страница за други значения на Свети Георги.
„Свети Георги“ (на гръцки: Ναός Αγίου Γεωργίου) е възрожденска църква в лъгадинското село Йеракару, Гърция, част от Лъгадинската, Литийска и Рендинска епархия.
Църквата е гробищен храм, разположен в северната част на селото. До построяването на „Рождество Богородично“ е и енорийски храм на селото. Храмът е от XIX век и е бил метох на светогорския манастир Григориат. В първоначалната си фаза е вероятно еднокорабен. По-късно претърпява многобройни интервенции и разширения и вече е трикорабна базилика със затворен трем на запад и юг и полукръгла апсида на изток. Във вътрешността има дървен иконостас от XIX век с растителна украса. На иконостаса има няколко преносими икони от оригиналната украса на храма. Останалите ценности са пренесени в „Рождество Богородично“.